# 14360 Ipatov
14360 Ipatov eller 1988 CV4 är en asteroid i huvudbältet som upptäcktes den 11 februari 1988 av den belgiske astronomen Eric W. Elst vid La Silla-observatoriet. Den är uppkallad efter astronomen Sergej Ivanovich Ipatov.
Asteroiden har en diameter på ungefär 17 kilometer.